# Palm Beach Shores
Palm Beach Shores és una població dels Estats Units a l'estat de Florida. Segons el cens del 2000 tenia 1.269 habitants.

## Demografia
Segons el cens del 2000, Palm Beach Shores tenia 1.269 habitants, 697 habitatges, i 322 famílies. La densitat de població era de 1.959,9 habitants/km².
Dels 697 habitatges en un 8,2% hi vivien nens de menys de 18 anys, en un 39,7% hi vivien parelles casades, en un 4,3% dones solteres, i en un 53,8% no eren unitats familiars. En el 44,5% dels habitatges hi vivien persones soles el 18,7% de les quals corresponia a persones de 65 anys o més que vivien soles. El nombre mitjà de persones vivint en cada habitatge era d'1,82 i el nombre mitjà de persones que vivien en cada família era de 2,52.
Per edats la població es repartia de la següent manera: un 11,3% tenia menys de 18 anys, un 3,3% entre 18 i 24, un 23,7% entre 25 i 44, un 28% de 45 a 60 i un 33,7% 65 anys o més.
L'edat mediana era de 52 anys. Per cada 100 dones de 18 o més anys hi havia 98,2 homes.
La renda mediana per habitatge era de 47.262 $ i la renda mediana per família de 60.833 $. Els homes tenien una renda mediana de 34.107 $ mentre que les dones 31.944 $. La renda per capita de la població era de 40.612 $. Entorn de l'1,9% de les famílies i el 5,7% de la població estaven per davall del llindar de pobresa.

## Poblacions més properes
El següent diagrama mostra les poblacions més properes.